# 就在這裡!
《就在這裡!》（日语：ここにいるぜぇ!）是日本女子偶像組合早安少女組的第16张单曲，於2002年10月30日由zetima发售。

## 概要
- 《就在這裡!》是東京電視台動畫「Robby & Kerobby」4月至6月的主題曲。
- 此單曲只有「CD ONLY」1個版本。
- 在11月11日於公信榜单曲週排行榜取得第1位，繼《是啊！We're ALIVE》後第8張公信榜每周銷量排名第一的單曲。

## 收錄内容

### CD
1. 就在這裡!
（作詞、作曲：淳君　編曲：鈴木Daichi秀行）
2. 純LOVER
（作詞、作曲：淳君　編曲：高橋諭一）
3. 就在這裡!（Instrumental）